# خوسيه ماركيز
خوسيه ماركيز هو لاعب كرة قدم غواتيمالي، ولد في 6 أغسطس 1988.

## وصلات خارجية
- خوسيه ماركيز على موقع قاعدة بيانات كرة القدم.إي يو (الإنجليزية)
- خوسيه ماركيز على موقع ناشيونال فوتبول تيمز (الإنجليزية)
- خوسيه ماركيز على موقع Soccerway.com (الإنجليزية)